# Нумідо-Куадрато (станція метро)
41°51′43″ пн. ш. 12°33′10″ сх. д. / 41.86194° пн. ш. 12.55278° сх. д.
Нумідо-Куадрато (італ. Numidio Quadrato) - станція лінії А Римського метрополітену. Відкрита 16 лютого 1980 році у першій черзі лінії А (від Ананьїна до Оттавіано). Розташована під рогом Віа-Тусколана та Віа-Скрібоніо-Куріоне.
Найменовано на честь римського консула Марк Уммідій Квадрат.
В планах розвитку римського метрополітену має стати пересадною станцію на лінію D.
Двопрогінна станція мілкого закладення
Поблизу станції розташовані
- Віа-Тусколана;
- Віале-деї-Консолі.

## Пересадки
Автобуси: 557, 558, 590.